# Яструб, Иван Данилович
Иван Данилович Яструб (30 марта 1917, Княжья, Киевская губерния — 2000, Москва) — советский конструктор в области радиолокации, лауреат Государственной премии СССР.

## Биография
Родился 30 марта 1917 года в селе Княжа (ныне — в Звенигородском районе Черкасской области Украины).
В 1938—1972 годах служил в Красной / Советской армии (был призван Ракитнянским райвоенкоматом Киевской области).
В 1951 году окончил Ленинградскую военно-воздушную инженерную академию. С 1952 г. работал в КБ-1 (ОКБ «Вымпел»). Последовательно занимал должности: старший инженер, начальник бригады, начальник лаборатории, зам. главного конструктора, начальник отдела по разработке систем передачи данных и связи, зам. главного конструктора. Разработчик систем автоматизированной передачи данных.
С 1980 г. на пенсии. Умер в 2000 г. в Москве.

## Награды и звания
- Государственная премия СССР (1976 год);
- Орден Красного Знамени (1971);
- Орден Отечественной войны II степени
- Два ордена Красной Звезды (3.11.1953[1], 1956);
- Медали, в том числе:
  - «За победу над Германией» (1945[1]),
  - «За боевые заслуги» (20.06.1949[1]).